# Muškát Ottonel

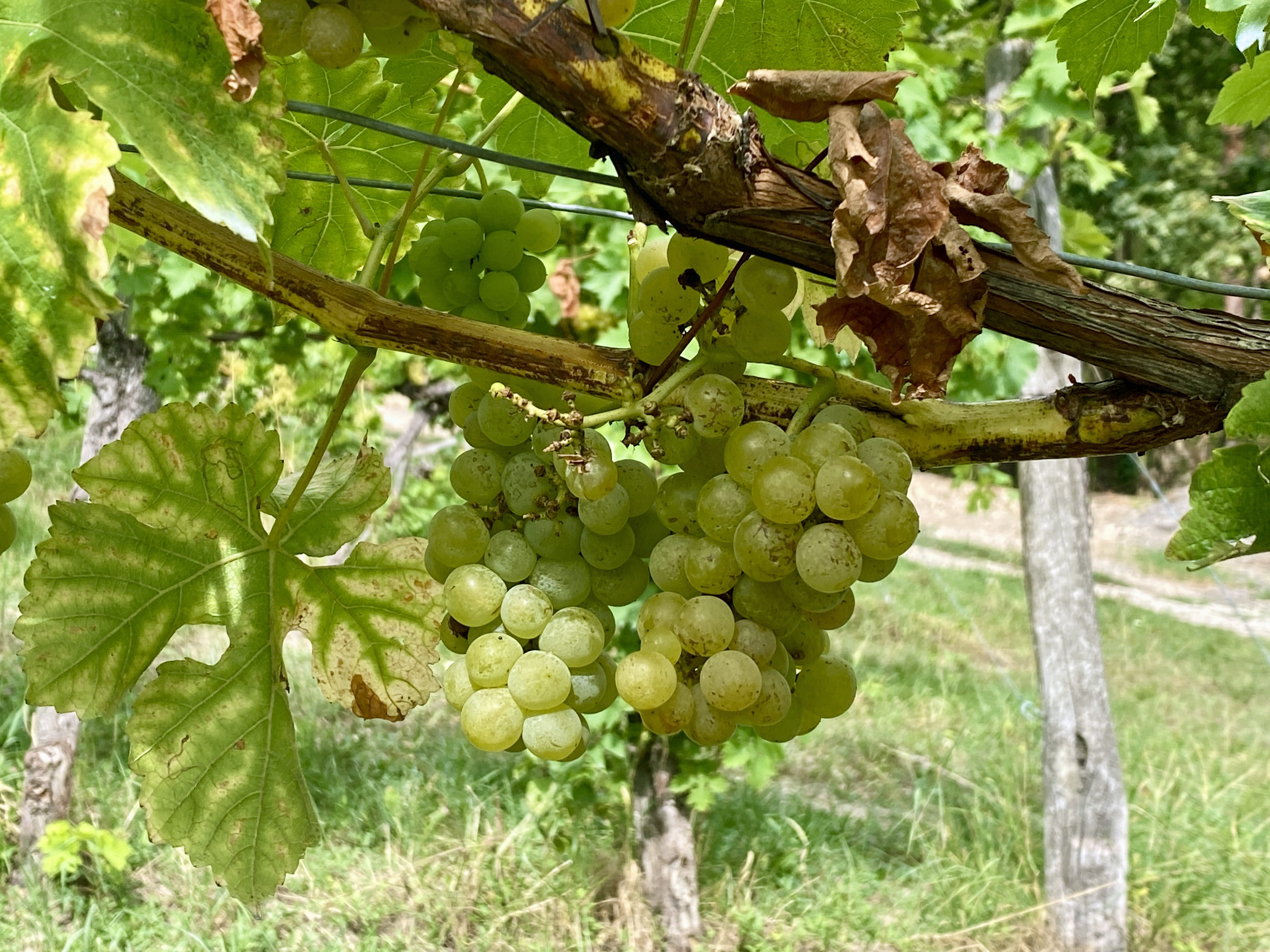
Muškát Ottonel

Muškát Ottonel (zkratka MO, mezinárodní název Muscat Ottonel) je moštová odrůda révy vinné (Vitis vinifera), spontánní kříženec odrůdy Chasselas Blanc a přesně nespecifikované odrůdy z rodiny odrůd muškát, pravděpodobně Muscat á Petit Grains, Muscat d'Eisenstadt či Muscat Précoce de Saumur. Odrůdu poprvé uvedl na trh M. Moreau-Robert z Angers ve Francii roku 1852.
Chasselas Blanc (Chrupka bílá, Gutedel, Fendant, [šas-sú-lá]) je raná odrůda původu Vitis vinifera, o které se dlouho soudilo, že pochází z eko-geografické skupiny severoafrických odrůd a byla pěstována již před 5000 lety v Egyptě, popřípadě že jde o blízkovýchodní odrůdu. Studie z roku 2009 vyloučila severoafrický a blízkovýchodní původ odrůdy a jako místo původu označila oblast mezi Švýcarskem, Itálií a Francií, pravděpodobně okolí Ženevského jezera, kanton Waadt (Vaud), kde bylo v 19. století zjištěno velké množství klonů této odrůdy. První písemné doklady o pěstování odrůdy pocházejí z Německa r. 1539, pod názvem Chasselas je poprvé zmíněna roku 1654 ve Francii. Chrupka je jako stolní odrůda rozšířena po celém světě, vysazena je na zhruba 35.000 ha. Jako moštová odrůda se pěstuje mimo jiné ve Švýcarsku ve francouzských kantonech. Vinařský zákon povoluje z odrůdy v ČR vyrábět vína v kategorii zemských vín i z této odrůdy, ale je zde pěstována nehojně. Existuje velký počet barevných mutací této odrůdy a též značný počet kříženců.

## Popis
Réva vinná (Vitis vinifera) odrůda Muškát Ottonel je jednodomá dřevitá pnoucí liána dorůstající v kultuře až několika metrů. Kmen tloušťky až několik centimetrů je pokryt světlou borkou, která se loupe v pruzích. Úponky révy jsou středně dlouhé, umožňují této rostlině pnout se po pevných předmětech. Růst je slabší až středně bujný s tenkými, polovzpřímenými až vodorovnými letorosty. Včelka je zelená, ochlupená. Internodia a nodia jsou zelená s hnědočervenými proužky, takřka lysá, pupeny jsou středně silně pigmentované antokyaniny. Vrcholky letorostů jsou otevřené, pavučinovitě až slabě bíle vlnatě ochmýřené, světle zelené s bronzovými okraji, silně a rovnoměrně pigmentované antokyaniny. Mladé lístky jsou světle zelené s bronzovým nádechem až zelenočervené, středně silně pigmentované antokyaniny, lesklé, lysé, na hlavních žilkách obrvené. Jednoleté réví je eliptického průřezu, tmavohnědé s načervenalým nádechem, žlábkovité až rýhované. Zimní pupeny jsou široké, zašpičatělé.
List je malý až středně velký, kratší, žlutozelený až světle zelený, široce nálevkovitý, tvar čepele je okrouhlý až pětiúhelníkový, tří- až pětilaločnatý se středně hlubokými horními bočními výkroji, které mají oblé dno. Na rubu je list hladký, žilky jsou štětinkaté. Vrchní strana čepele listu je slabě zvlněná, velmi slabě až slabě puchýřnatá, řapík listu je kratší až stejně dlouhý, jako medián listu, zelený, řapíkový výkroj lyrovitý, uzavřený s elipsovitým průsvitem, většinou s ostrým dnem, žilnatina listu v oblasti napojení řapíku je takřka bez pigmentace antokyaniny. Na podzim listy žloutnou.
Oboupohlavní pětičetné květy v hroznovitých květenstvích jsou žlutozelené, samosprašné. Plodem je středně velká (14–15 mm, 1,8–2,8 g), kulatá až mírně eliptická, uniformní bobule, stopečky bobulí jsou krátké a silné. Slupka je středně pevná, se středním voskovým ojíněním. Barva bobule je žlutozelená, při plném vyzrání až zlatožlutá. Dužina je měkká, šťavnatá, velmi řídká, nezbarvená, velmi jemné, ale výrazné muškátové chuti, která přímo přitahuje milovníky aromatických stolních hroznů. Stopečka bobule je krátká, lehce oddělitelná. Semeno je středně velké, hruškovité, kaštanově hnědé, zobáček je krátký. Hrozen je malý až středně velký (13–16 x 11–13 cm, 90 g), krátce válcovitě-kuželovitý, středně hustý, s krátkou (4,5 cm), silnou, průměrně lignifikovanou až skoro zelenou stopkou.

## Původ a rozšíření
Muškát Ottonel je moštová a stolní odrůda vinné révy (Vitis vinifera), která pochází z výsadby, provedené ve Francii roku 1839 Jean-Pierre Vibertem. Odrůdu poprvé uvedl na trh roku 1852 M. Moreau-Robert, Vibertův nástupce, v Angers. Je to dle analýzy DNA (2002, INRA Montpellier, Hérault, Francie), kříženec odrůdy Chasselas Blanc a přesně nespecifikované odrůdy z rodiny odrůd muškát, pravděpodobně Muscat á Petit Grains, Muscat d'Eisenstadt či Muscat Précoce de Saumur. Odrůda se rozšířila nejprve ve francouzském Alsasku, později v mnoha dalších evropských státech.
Tradičně je odrůda pěstována ve Francii, zvláště v Alsasku, kde se vína smí vyrábět pod názvem Muscat d'Alsace, roku 2008 zde byla vysazena na 162 hektarech. V Německu bylo roku 2003 asi 7 hektarů vinic, v Rakousku je pěstována zejména v Burgenlandu a ve Štýrsku, roku 1999 celkově na 418 ha vinic. Dále odrůdu najdeme například v Maďarsku, v Rumunsku (v oblasti Murfatlar), v Moldavsku, ve státech bývalé Jugoslávie, na Ukrajině, v Rusku, v Jihoafrické republice (roku 1992 na 40 ha), v Kanadě (v provincii Ontario na 2 ha). Celosvětově byla roku 2007 pěstována odhadem na 1.000 hektarech.
U nás je to pouze okrajově pěstovaná odrůda, pěstuje se na malých plochách ve všech moravských podoblastech. Byla zapsána do Státní odrůdové knihy České republiky v roce 1952, roku 1988 byly povoleny čtyři klony, PE-2/1, PE-4/15, PE-5/4 a PE-1/10. Je zapsána v Listině registrovaných odrůd na Slovensku. Podíl plochy vinic s odrůdou Muškát Ottonel v ČR roku 1994 činil 0,6 %, roku 2010 již pouze 0,4 %. Průměrné stáří vinic činilo v ČR v roce 2005 asi 23 let. Udržovatelem odrůdy jsou Ing. Miloš Michlovský a Šlechtitelská stanice vinařská Velké Pavlovice. Pro náročnost pěstování zůstane MO v ČR málo rozšířenou odrůdou, lépe prospívají kříženci, například Muškát moravský.

## Název
Původ názvu odrůdy není znám. Další lokálně používaná synonyma této odrůdy jsou : Мускат Оттонель, Оттонель, Моттонель, Мускателлер Оттонель, Мириславка (vše Rusko), Chasselas Saint-Fiacre, Mirisavka, Mirislavka, Misket weiß, M. Ottonel, Mozzonel, Muscadel Ottonel, Muscat de Craciunel, M. de C. Tîrnave, M. Ottone, Muscat Ottonel Weiss, Muscat-Ottonel, Muskotály či Muskotály Ottonel (Maďarsko), Ottonel, O. Frontignan, O. Muskotály (Maďarsko), Tamîioasa Ottonel (Rumunsko).

## Pěstování
Vyzrávání dřeva je velmi dobré, na 95 %, probíhá již v srpnu, plodnost dřeva 50–70 %. Z důvodu sprchávání se doporučuje podnož SO-4, pro velké tvary 125 AA a Cr 2, na půdách s nízkým obsahem vápníku Vitis riparia Portalis. Nedoporučuje se podnož K 5BB, neboť způsobuje opadávání květů. Vedení je vhodnější střední, ale v dobrých půdách lze užít i vysoké vedení. Řez na dlouhé tažně, zatížení 6 až 10 oček na m², 35–40 oček na keř. Krátký řez nevyhovuje, dává nízké úrody. Sklizně jsou kolísavé hlavně tehdy, když nebyly splněny požadavky odrůdy na plochu, půdu a agrotechniku. Bývají ročníky, kdy květy úplně opadnou. Výnosy kolísají mezi 3,5–14,0 t/ha. Cukernatost moštu bývá 17–19 °NM (až 23 °NM při pozdních sklizních), kyseliny 4–8 g/l.

### Fenologie
Odrůda raší i kvete středně pozdně, raší ve 2.–3. dekádě dubna, kvete v polovině června. Vegetační cyklus odrůdy trvá 127 dní při SAT (suma aktivních teplot) 2500 °C. Zaměkat začíná v srpnu, sklízí se v polovině až koncem září, současně s odrůdou Chasselas.

### Choroby a škůdci
Proti poškození zimními mrazy je odrůda středně odolná (−19 až −21 °C), nesnáší však suché zimy. Méně často ji poškozují pozdní jarní mrazíky. Napadají ji virové choroby (svinutka, roncet aj.), poměrně dobře vzdoruje padlí révovému (Uncinula necator), citlivější je na plíseň révovou (Plasmopara viticola) a Botrytis cinerea, napadají ji obaleči, při dozrávání vosy a další škůdci. Listy i květenství jsou citlivé na ošetření mědnatými přípravky, postříkaná květenství opadávají. Často sprchá ve větrných a studených polohách.

### Polohy a půdy
Vhodné jsou před prudkými větry chráněné, teplé polohy, kde se často nevyskytují mlhy ani ranní rosy, které mohou mít vliv na výskyt hniloby. Na půdy je velmi náročnou odrůdou. Nesnáší půdy vápenité a mokré, kde trpí chlorózou, ani mělké, kamenité nebo písčité, kde roste velmi slabě, nevyhovují ani půdy jílovité, mokré. Potřebuje záhřevné, kypré, živné a hluboké půdy s dobrým vodním režimem.

## Charakteristika vína
Vína MO mohou být plná a harmonická, pokud mají příznivý obsah kyselin a jsou reduktivně vyškolena s co možná nejnižším stupněm oxidace. Ale často se setkáváme s víny přívlastkovými z přezrálých hroznů, která postrádají přiměřenou aciditu a alkohol, jsou široká, s vyššími barevnými odstíny a s hořkým odchodem. K dosažení vysoké jakosti vína musí mít vinař dostatečné technologické zkušenosti. Dle zkušeností z Rumunska (Murfatlar) nebo z Rakouska (Burgenland) je možné vytvořit z přezrálých hroznů vynikající přírodní dezertní vína s vysokým obsahem zbytkového cukru. Muškátová vína mohou být suchá (Alsasko, Tunisko, Samos, Navarra, Lazio) nebo sladká (Itálie, Francie) či dokonce velmi sladká (Navarra, Samos, francouzské AOC Beaumes-de-Venise a Frontignan, Maďarsko, Austrálie). Tato vína jsou vždy smyslná a mají silné kouzlo. Vína, vyrobená v ČR, mají obvykle světle žlutou barvu, provází je jemná, muškátová vůně, v chuti jsou jemná, lehká, kratší. Ve vůni a chuti můžeme hledat růži, muškát, u přívlastkových vín med, citrusy, pryskyřici, toastové aroma. Víno není obecně příliš vhodné k archivaci, i když se vyskytnou vzácné výjimky, které si několikaleté zrání na láhvi zaslouží. V dobrých ročnících mohou být vína velmi plná se zbytkem cukru, proslulá jsou například slovenská vína z lokality Modra.

### Stolování
Vína Muškátu Ottonel se nejčastěji kombinují s předkrmy z husích jater nebo se sladkými dezerty. Mohou sloužit jako lehký suchý aperitiv. Jejich harmoničnost a výrazné aroma lahodí zvláště ženám a dívkám.